# Тишовка
Тишо́вка (бел. Цішоўка) — деревня в составе Буйничского сельсовета Могилёвского района Могилёвской области Беларуси. Расположена на западной окраине Могилёва. Рядом с деревней находится платформа Тишовка железной дороги Могилёв — Осиповичи.

## История
В 1777 году упоминается, как деревня в Могилёвском уезде Могилёвской губернии. В 1785 году входила в состав имения Буйничи, тогда насчитывала 8 дворов и 39 жителей. В 1873 году в деревне основана спичечная фабрика, а в 1878 году — мыловарня. В 1880 году в деревне 43 двора и 126 жителей. Часть крестьян занималась кузнечном промыслом. По переписи 1897 года в Тишовке 1 было 57 дворов и 489 жителей, мыловарня, кирпичный завод, 2 кузницы, 2 круподёрки, 6 лавок, постоялый двор и молитвенный дом, в Тишовке 2 — 39 дворов и 254 жителя, кузница, постоялый двор, в Тишовке 3 — 10 дворов и 71 житель. Рядом находился фольварок и урочище Дальняя Тишовка. В 1909 году в Тишовке 1 было 50 дворов и 418 жителей, в Тишовке 2 — 53 двора и 295 жителей, в Тишовке 3 — 9 дворов и 77 жителей, в фольварке — 1 двор, 14 жителей. Земские школы открыты в 1911 году в Тишовке 2 и в 1916 году в Тишовке 1, школы размещались в съёмных помещениях.
В 1920 году создана молочная артель. На базе земской школы в Тишовке 1 создана рабочая школа 1-й ступени. В 1924 году здание бывшей синагоги было переделано в избу-читальню. В 1930 году организован колхоз. С 1937 года колхоз специализируется на семеноводстве и испытании новых сельскохозяйственных культур. Во время Великой Отечественной войны с июля 1941 года по 27 июня 1944 года оккупирована немецкими войсками, была сожжена. В боях за освобождение деревни погибло 68 советских воинов, которые похоронены в братской могиле на деревенском кладбище. На фронте также погибло 39 местных сельчан, в память о них в центре деревни установлен обелиск.
В 1990 году Тишовка состоит из 301 хозяйства и 1052 жителей. Деревня центр колхоза «Маяк коммунизма». В деревни располагались: производственная бригада, мастерские по ремонту сельскохозяйственной техники, лесопилка, цех по изготовлению витаминной муки, фермы крупнорогатого скота, а также свиноводческая, ветеринарный участок, магазин, отделение связи, музыкальная школа, фельдшерско-акушерский пункт, общественная баня. В 2007 году деревня — центр коммунального сельскохозяйственного предприятия «Тишовка». В 2006 году центр сельсовета был перенесён из Тишовки в Буйничи, а сельсовет из тишовского переименован в буйничский.

## Культура
- Музей Боевой Славы на базе Тишовской СШ